# Pozorrubio (kommunhuvudort)
Pozorrubio är en kommunhuvudort i Spanien.   Den ligger i provinsen Provincia de Cuenca och regionen Kastilien-La Mancha, i den centrala delen av landet, 90 km sydost om huvudstaden Madrid. Pozorrubio ligger 788 meter över havet och antalet invånare är 442.
Terrängen runt Pozorrubio är huvudsakligen platt, men österut är den kuperad. Terrängen runt Pozorrubio sluttar västerut. Runt Pozorrubio är det glesbefolkat, med 11 invånare per kvadratkilometer. Närmaste större samhälle är Horcajo de Santiago, 5,0 km nordväst om Pozorrubio. Trakten runt Pozorrubio består till största delen av jordbruksmark.